# Pic de Coma Pedrosa
Pour les articles homonymes, voir Pedrosa.
Le pic de Coma Pedrosa est la montagne des Pyrénées la plus haute d'Andorre, culminant à 2 943 mètres. Elle appartient à la paroisse de La Massana et se trouve près de la frontière espagnole. La ville la plus proche est Arinsal.

## Toponymie
Pic a le même sens en catalan qu'en français et désigne un sommet pointu par opposition aux tossa et bony fréquemment retrouvés dans la toponymie andorrane et qui correspondent à des sommets plus « arrondis ». Pic est un terme d'origine latine.
Coma compose de très nombreux toponymes andorrans et peut porter différents sens. Il s'agit également d'un terme d'origine latine provenant de cumba qui signifie « combe » ou « vallée ». Dans ce cas, coma prend le sens de « vallée glaciaire servant de pâturage d'estive ». La Coma Pedrosa est en effet une vallée glaciaire située au-dessus d'Arinsal.
Pedrosa provient du latin pedra signifiant « pierre »,, et désigne donc un lieu pierreux. Le pic de Coma Pedrosa est donc le « sommet pointu dominant la vallée pierreuse (au-dessus d'Arinsal) ».

## Géographie

### Situation
Point culminant de l'Andorre, le pic de Coma Pedrosa se situe au sein du parc naturel des vallées du Coma Pedrosa dans la paroisse de La Massana au Nord-Ouest de l'Andorre. Culminant à une altitude de 2 943 m, il est entouré d'autres sommets élevés tels que la Roca Entravessada (2 928 m) au nord, le pic de Baiau  (2 885 m) à l'ouest et l'agulla de Baiau (2 860 m) au sud-ouest.
Le pic de Coma Pedrosa surplombe les estanys de Baiau (Espagne) à l'ouest et l'estany Negre au sud-ouest (Andorre). La frontière hispano-andorrane se situe à 500 m à l'ouest, marquée par le port de Baiau.

### Topographie

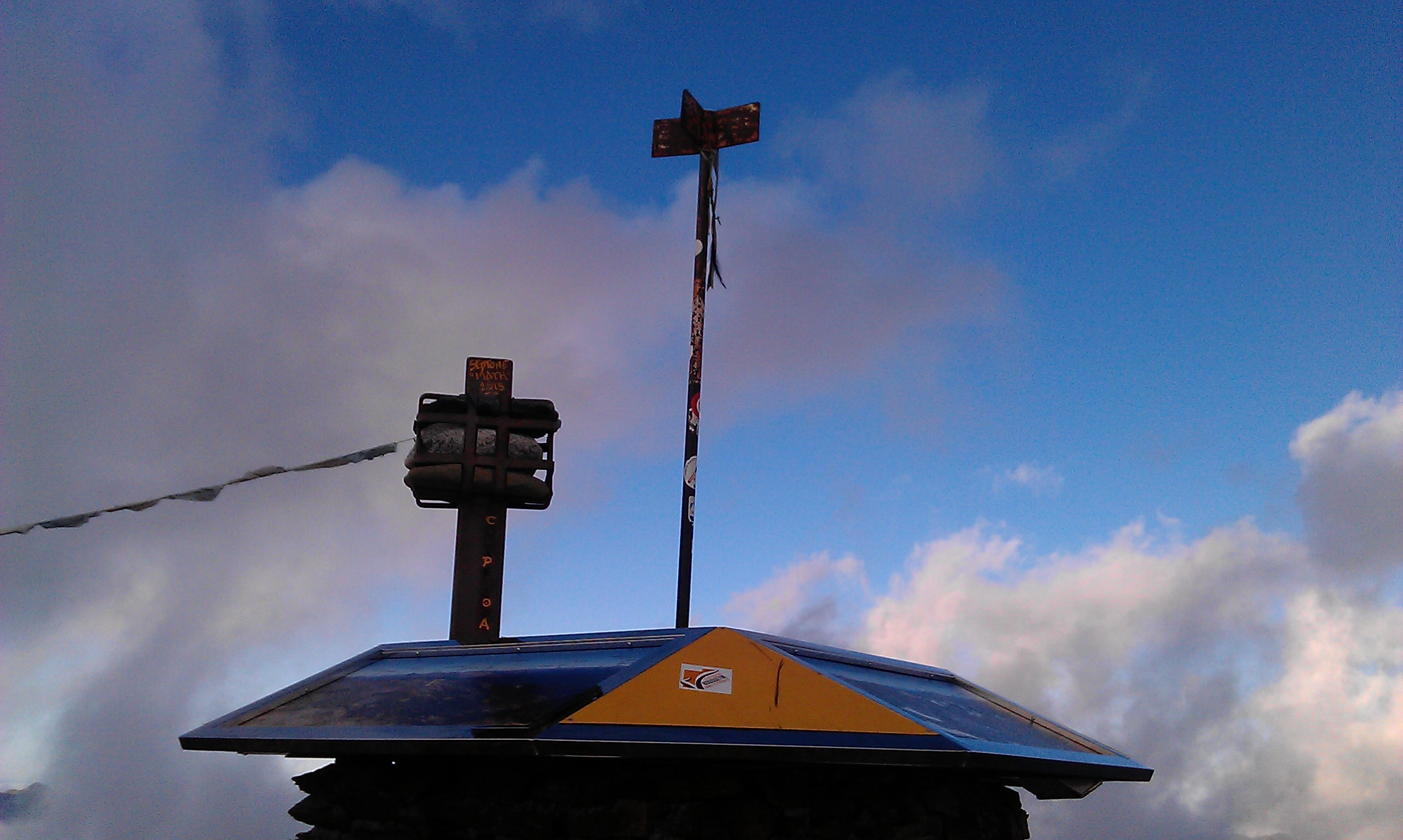
Le sommet du pic.

La hauteur de culminance du pic de Coma Pedrosa est de 434 m par rapport au Rodo de Canalbona, (3 004 m), situé 8 km au nord. Le col utilisé pour le calcul est le port de Boet, situé sur la frontière entre l'Espagne et la France au nord du pic de Médécourbe. Bien que point culminant de l'Andorre, le pic de Coma Pedrosa n'est que le troisième sommet du pays en termes de proéminence derrière le pic de la Portelleta et le pic de l'Estanyó.

### Géologie
Le pic de Coma Pedrosa est situé sur la chaîne axiale primaire des Pyrénées formée de roches du Paléozoïque. Comme dans l'ensemble du nord-ouest de l'Andorre, la plupart des roches du massif du Coma Pedrosa sont datées du Cambrien et de l'Ordovicien. Elles sont essentiellement de nature métamorphique avec le schiste au premier plan,.

### Climat
| Mois                              | jan. | fév. | mars | avril | mai   | juin  | jui. | août  | sep.  | oct.  | nov.  | déc.  | année   |
| --------------------------------- | ---- | ---- | ---- | ----- | ----- | ----- | ---- | ----- | ----- | ----- | ----- | ----- | ------- |
| Température minimale moyenne (°C) | −6,1 | −7   | −5,7 | −4,3  | −1,1  | 2,1   | 4,6  | 4,5   | 2,5   | 0,3   | −3,1  | −5    | −1,3    |
| Température moyenne (°C)          | −4,8 | −4,8 | −3,5 | −2,6  | 2,3   | 6,2   | 9,6  | 9,4   | 6,5   | 3,2   | −1,7  | −3,8  | 1       |
| Température maximale moyenne (°C) | −3,8 | −3,3 | −1,2 | −0,7  | 3,9   | 10,6  | 13   | 12,1  | 8,9   | 5,1   | −0,3  | −2,5  | 3,2     |
| Précipitations (mm)               | 86,9 | 44,7 | 60,7 | 108,8 | 136,6 | 126,8 | 99,9 | 109,4 | 109,2 | 114,4 | 137,5 | 104,4 | 1 239,1 |

## Histoire
La première ascension documentée du pic de Coma Pedrosa date du 22 septembre 1858. Il s'agissait d'une commission hispano-andorrane chargée de déterminer le tracé de la frontière entre les deux pays. Celle-ci comptait côté espagnol le brigadier José Mellid de Bolaño, Antonio de Moner ainsi que José López et côté andorran Francesc Duran, Joan Moles et Josep Povida. Le 18 septembre 1878, Roger de Monts parvient à son tour au sommet.

## Ascension

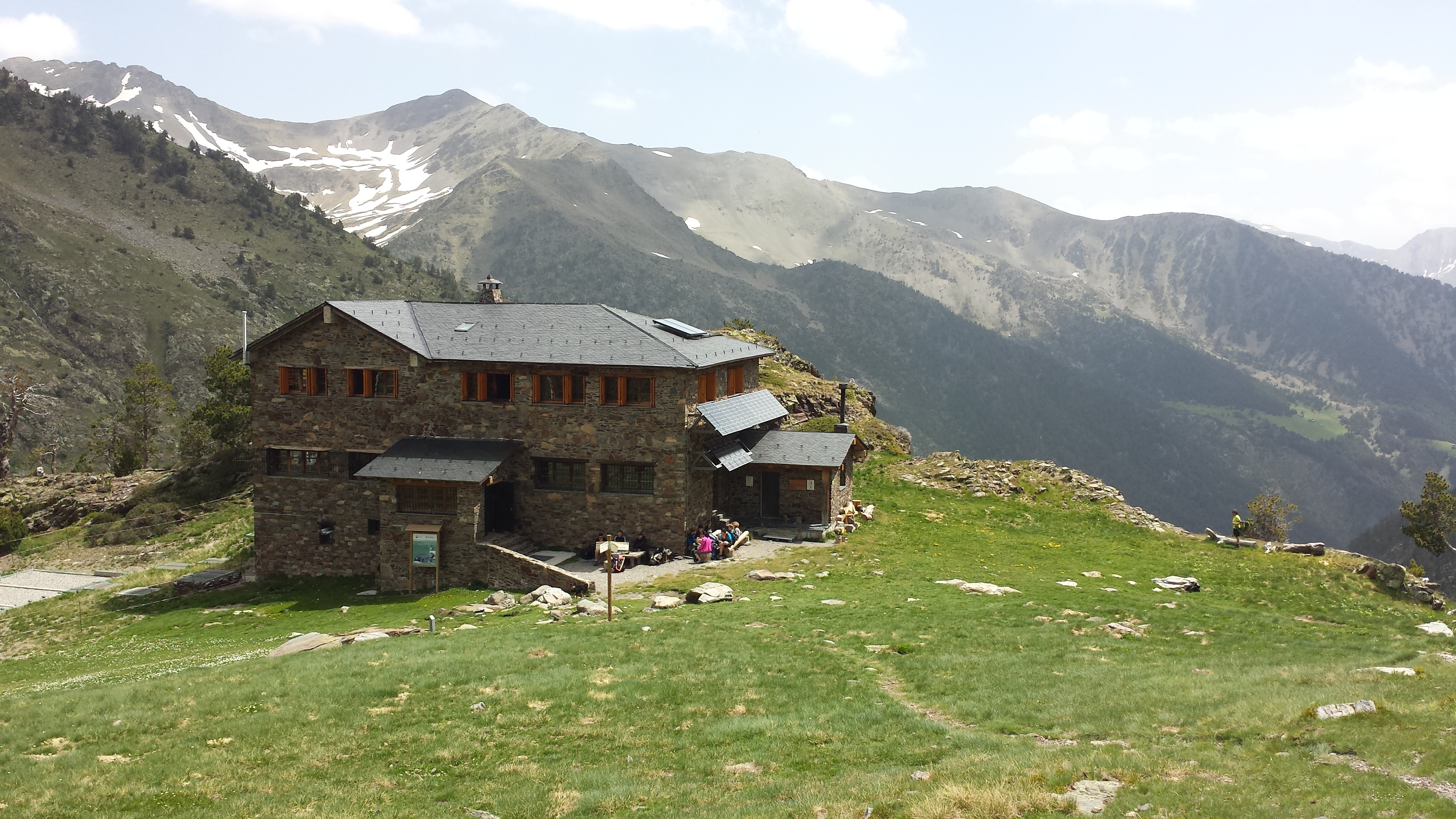
Refuge de Coma Pedrosa.

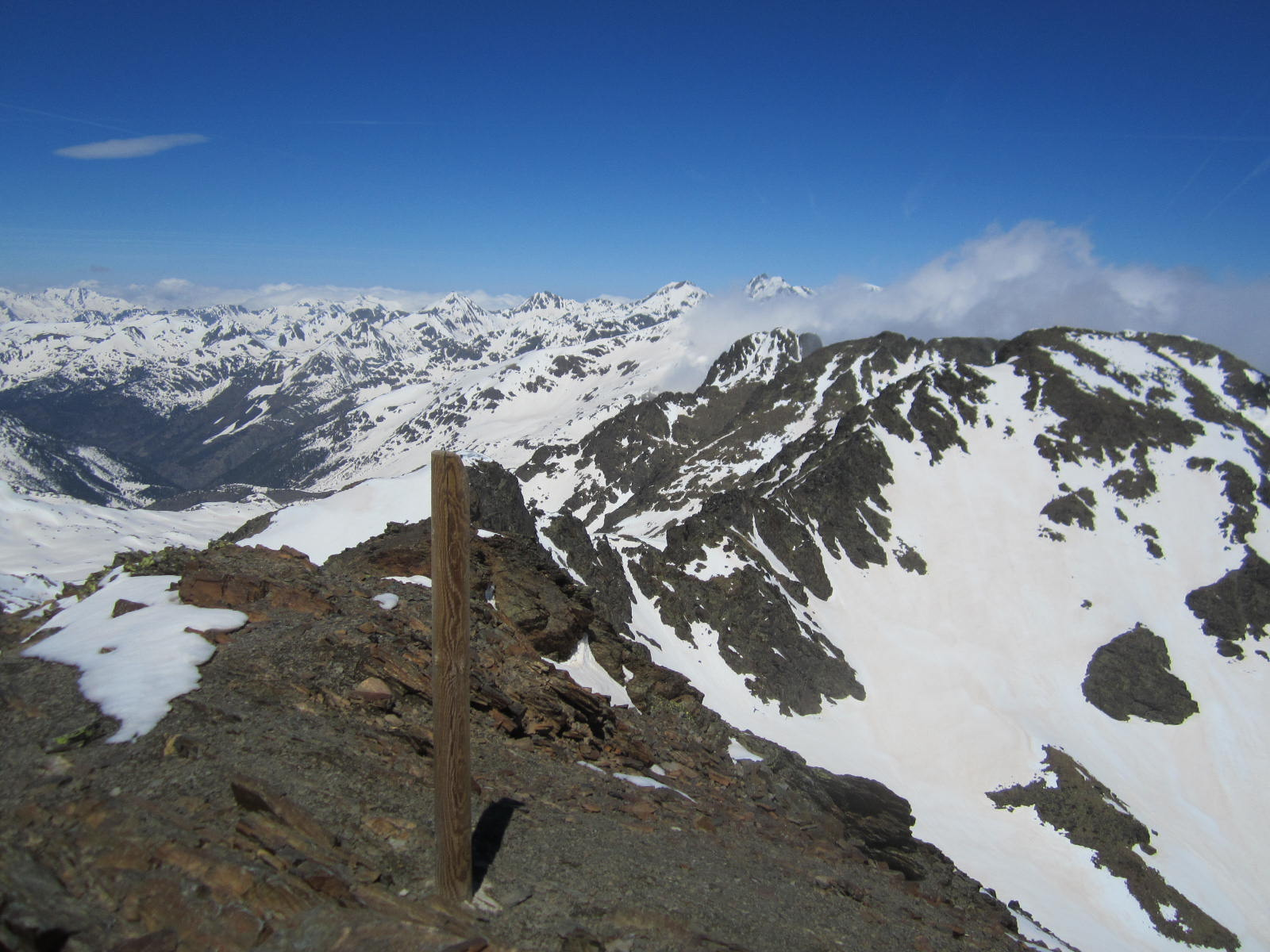
Vue depuis le sommet du pic.

On accède généralement au pic de Coma Pedrosa depuis le village d'Arinsal. On suit alors le GR 11 espagnol jusqu'au refuge de Coma Pedrosa. Ce refuge gardé l'été et d'une capacité d'accueil de 49 personnes peut permettre de passer la nuit à proximité du pic. Depuis le refuge il faut ensuite poursuivre vers l'estany Negre et obliquer vers la droite pour atteindre le sommet. Une voie d'accès alternative consiste à partir du port de Cabús pour rejoindre le refuge de Coma Pedrosa par le cap de l'Ovella, le pic de Port Negre et la portella de Sanfonts.
Le sommet du pic offre un point de vue sur les Pyrénées espagnoles et, par temps clair, il est possible d'apercevoir le pic d'Aneto.

### Sport
Le pic de Coma Pedrosa est le point culminant de plusieurs épreuves de course à pied : l'Andorra Ultra Trail Vallnord, un ultra-trail comportant plusieurs parcours allant de 42,5 km à 233 km et la SkyRace Comapedrosa, une SkyRace de 21 km.